# 뜨거우면 지상렬
《뜨거우면 지상렬》은 SBS 러브FM(수도권 FM 103.5㎒)에서 매일 오후 4시부터 저녁 6시까지 방송되는 연예오락 전문 라디오 프로그램이다.

## 개요
2020년 6월 2일부터 2022년 7월 17일까지 2년간 SBS 파워FM, SBS 러브FM에서 동시 방송된 《붐붐파워》가 폐지되어 후속으로 신설되었다. 또 2025년 4월 6일 자로 3년 만에 폐지되었다.

## 코너
매일 코너
- 사연과 신청곡
- 뜨거운 고민, 벨런스 게임
- 뜨형! 한잔해요!
- 잔바리 사연쓰
- 없었지상렬

요일별 코너
- 월요일 : 지상렬! 너두 연애할 수 있어
- 화요일 : 지상에 이런 일이?
- 수요일 : 레전드 차트
- 목요일 : 바람의 나라
- 금요일 : 익스 퀴즈 미
- 토요일 : 꽈추 왕자 연이 공주, 요즘 애들, 왜 그러니?
- 일요일 : 전생 탐험, 금마는 외계인

## 수상 목록
- 2023년 SBS 연예대상 라디오 DJ상 (지상렬)
- 2023년 SBS 연예대상 방송작가상 (홍은혜)

## 지역 방송국 프로그램
| 방송 채널             | 방송 권역           | 프로그램                         | 진행자         |
| --------------------- | ------------------- | -------------------------------- | -------------- |
| KNN 러브FM KNN 파워FM | 부산광역시 경상남도 | 강영운, 이윤정의 노래하나 얘기둘 | 강영운, 이윤정 |
| KNN 러브FM KNN 파워FM | 부산광역시 경상남도 | KNN 웰빙라이프                   | 조문경         |

## 같이 보기
- 연예오락